# Fabricio Agosto Ramírez
Fabricio Martín Agosto Ramírez, detto Fabri (Vecindario, 31 dicembre 1987), è un calciatore spagnolo, portiere svincolato.

## Statistiche

### Presenze e reti nei club
Statistiche aggiornate al 23 dicembre 2017.
| Stagione         | Squadra           | Campionato       | Campionato | Campionato | Coppe nazionali | Coppe nazionali | Coppe nazionali | Coppe continentali | Coppe continentali | Coppe continentali | Altre coppe | Altre coppe | Altre coppe | Totale | Totale |
| Stagione         | Squadra           | Comp             | Pres       | Reti       | Comp            | Pres            | Reti            | Comp               | Pres               | Reti               | Comp        | Pres        | Reti        | Pres   | Reti   |
| ---------------- | ----------------- | ---------------- | ---------- | ---------- | --------------- | --------------- | --------------- | ------------------ | ------------------ | ------------------ | ----------- | ----------- | ----------- | ------ | ------ |
| 2010-2011        | Recreativo Huelva | SD               | 40         | -36        | CR              | 1               | -1              | -                  | -                  | -                  | -           | -           | -           | 41     | -37    |
| 2011-2012        | Betis             | PD               | 15         | -22        | CR              | 2               | -2              | -                  | -                  | -                  | -           | -           | -           | 17     | -24    |
| 2012-2013        | Betis             | PD               | 2          | -5         | CR              | 0               | 0               | -                  | -                  | -                  | -           | -           | -           | 2      | -5     |
| Totale Betis     | Totale Betis      | Totale Betis     | 17         | -27        |                 | 2               | -2              |                    | -                  | -                  |             | -           | -           | 19     | -29    |
| 2013-2014        | Deportivo         | SD               | 6          | -7         | CR              | 2               | -4              | -                  | -                  | -                  | -           | -           | -           | 8      | -11    |
| 2014-2015        | Deportivo         | PD               | 31         | -41        | CR              | 0               | 0               | -                  | -                  | -                  | -           | -           | -           | 31     | -41    |
| 2015-2016        | Deportivo         | PD               | 0          | 0          | CR              | 0               | 0               | -                  | -                  | -                  | -           | -           | -           | 0      | 0      |
| Totale Deportivo | Totale Deportivo  | Totale Deportivo | 37         | -48        |                 | 2               | -4              |                    | -                  | -                  |             | -           | -           | 39     | -52    |
| 2016-2017        | Beşiktaş          | SL               | 32         | -27        | TK              | 1               | -1              | UCL+UEL            | 5+6                | -13 + -7           | ST          | 0           | 0           | 44     | -48    |
| 2017-2018        | Beşiktaş          | SL               | 17         | -16        | TK              | 0               | 0               | UCL                | 5                  | -4                 | ST          | 1           | -2          | 23     | -22    |
| Totale Beşiktaş  | Totale Beşiktaş   | Totale Beşiktaş  | 49         | -43        |                 | 1               | -1              |                    | 16                 | -24                |             | 1           | -2          | 67     | -70    |
| Totale carriera  | Totale carriera   | Totale carriera  | 143        | -154       |                 | 6               | -8              |                    | 16                 | -24                |             | 1           | -2          | 166    | -188   |

## Palmarès

### Club

#### Competizioni nazionali
- Campionato turco: 1

Beşiktaş: 2016-2017